# Савватеев, Алексей Владимирович
Алексе́й Влади́мирович Саввате́ев (род. 13 декабря 1973, Москва) — российский математик и специалист в математической экономике, популяризатор математики, видеоблогер. Доктор физико-математических наук, член-корреспондент РАН (2022). Профессор МФТИ, профессор Адыгейского государственного университета, ведущий научный сотрудник ЦЭМИ РАН.

## Биография
Родился 13 декабря 1973 года в Москве. Дед по материнской линии — Исаак Александрович Лурье (1890—1956) — математик, профессор и начальник кафедры высшей математики Военно-инженерной академии РККА им. В. В. Куйбышева.
В 1990 году Савватеев окончил математическую школу № 57, после чего поступил на механико-математический факультет МГУ, который окончил в 1995 году с отличием. Продолжил обучение в Российской экономической школе (РЭШ), окончил в 1997 году с особым отличием.
По окончании РЭШ — младший научный сотрудник ЦЭМИ РАН, где в 2003 году защитил диссертацию на соискание учёной степени кандидата экономических наук по теме «Моделирование лоббирования и коррупции в переходных экономиках» (специальность — 08.00.13 «математические и инструментальные методы экономики»).
После защиты по приглашению профессора Шломо Вебера уехал на полтора года на постдокторантуру в Бельгию в Центр исследования операций и эконометрики. После возвращения в Россию 8 лет работал в РЭШ. С 2008 года являлся профессором имени Фонда «АЛКОА» РЭШ.
С 2009 по 2016 год постоянно проживал в Иркутске, работая в Институте математики, экономики и информатики Иркутского государственного университета, а также в Отделе региональных социальных и экономических проблем Иркутского научного центра СО РАН.
В 2013 году защитил диссертацию на соискание учёной степени доктора физико-математических наук по теме «Задача многомерного размещения: теоретико-игровой подход» (специальность — 08.00.13 «математические и инструментальные методы экономики»). Работал ректором и проректором университета Дмитрия Пожарского.
В 2016 году Савватеев заявил, что десятилетиями страдал от алкоголизма, порой мог не вставать из-за стола до наступления сильного опьянения и обнаруживал себя в неизвестных ему местах. По собственным словам, с 2016 года ведёт трезвый образ жизни.
Работает в лаборатории математической экономики в Центральном экономико-математическом институте (ЦЭМИ РАН), является профессором МФТИ, Иркутского государственного Университета (ИГУ), Адыгейского государственного университета (АГУ) , заместителем руководителя Кавказского математического центра (КМЦ).
Научный руководитель движения «Я — математик» в Нальчике.

## Политическая деятельность
В 2021 году принимал участие на выборах в Государственную думу по 219 одномандатному округу (город Севастополь, Россия/Украина) от партии «Новые люди». С 2022 года не поддерживает отношения с данной партией.

## Взгляды и высказывания

### Система образования
Подвергает острой критике систему массового образования в России. По его мнению, она полностью разрушена и нуждается в коренном преобразовании. В 2022 году Савватеев опубликовал «Манифест спасения массовой школы в России», в котором выступил за повышение статуса учителя, сокращение его бюрократической отчётности, возрождение системы высшего педагогического образования, ревизию школьных учебников и пособий, против насаждения дистанционного обучения и натаскивания учеников исключительно на сдачу ЕГЭ, за большую вариативность этого экзамена.

### Религия
Савватеев считает себя православным христианином, заявляя, что материализм не совместим с современной наукой, а «самый лучший учёный — это православный учёный». Считает иудаизм излишне строгим (хотя по его словам дед был евреем). Критиковал знакомых протестантов за «легковесность».
Мнение по необязательности посещения церкви, чтобы не заразиться коронавирусной инфекцией, Савватееву казалось «дичью».
В 2010 году Савватеев заявлял, что обществом должно управлять «идеология, которая исходит из религии», также предлагал экспортировать «духовность» из России в страны Запада в обмен на «профессионализм».

## Семья
Дважды женат. Отец пятерых детей — Михаила (2004), Галины (2005), Светланы (2011), Юрия (2014) и Надежды (2020).

## Награды
В 2005 году стал лауреатом премии имени Овсиевича (II премии) «за работы по математическому моделированию коррупции, связанной с уклонением от уплаты налогов».
В 2018 году стал финалистом литературной премии «Просветитель» в номинации «Естественные и точные науки» за книгу «Математика для гуманитариев. Живые лекции».
В 2020 году попал в шорт-лист премии «Просветитель. Digital» за проект «Вехи математики: от Евклида до Галуа».